# Damiș, Bihor
Damiș (maghiară Erdődámos) este un sat în comuna Bratca din județul Bihor, Crișana, România.

## Așezare geografică
Suprafața totală a satului este de 2384 ha. Coordonatele sale geografice sunt 46°52´00˝ latitudine N și 22°34´00˝ longitudine E.
Vecini: 
- N și NE: comuna Bratca
- S-SE: comunele Roșia și Căbești
- V: Șuncuiuș.

Satul Damiș are un relief predominant muntos, fiind situat în perimetrul Munților Pădurea Craiului. De altfel, reprezintă una dintre puținele așezări permanente situate în întregime în aria montană. Altitudinea maximă este de 948 m, înregistrată în culmea Măgura Dosului. Substratul este predominant calcaros, de unde și multitudinea formelor carstice aflate în arealul său, dar prezintă și unele formațiuni cristaline, îndeosebi în partea sa sudică (Măgura Dosului). Satul are forma unei depresiuni joase (Depresiunea Damiș), de captare carstică, care ocupă partea centrală a localității. Depresiunea este înconjurată de dealurile calcaroase Glimeia Mare, Glimeia Mică și Oașului (la N și NV), cu altitudini medii de 700 m, precum și de Măgura Dosului (S). În nord-vestul acesteia se află o altă depresiune de captare carstică (Depresiunea Ponoraș), iar în sud-vest Depresiunea Acre. De remarcat este și multitudinea de microforme de relief, reprezentate de doline (de forme și dimensiuni variate, adeseori alcătuind adevărate câmpuri de doline), avene (numite de localnici „poșiștaie”) sau lapiezuri („locuri rele”).

## Hidrografia
Cursurile de apă sunt, în general, mici, de forma pâraielor, multe dintre ele secând în cursul verii. Cele din cuprinsul Depresiunii Damiș, după ce se unesc în nordul acesteia, dispar în subteran prin Ponorul de la Toaia sau prin Ponorul Munău. O altă serie de pâraie dispar în subteran prin Ponorul de la Întorsuri, Ponorul de la Peșteruță, Ponorul de la Acre sau Ponorul Ponoraș. Marcările cu fluoresceină au demonstrat că apele captate prin ponoarele menționate apar din nou la suprafață, după trasee subterane de câțiva km, prin izbucurile Dămișenilor (Toaia, Munău, Peșteruță), Brătcanilor (Ponoraș), Peștera cu Apă din Valea Leșului (Acre), Toplicioarei (Întorsuri). De semnalat este și prezența unor lacuri temporare, formate mai ales primăvara, odată cu topirea zăpezii, sau la ploi mari: Bălțile Munăului, Balta Bivolilor, Lacul Toaia, Lacul de la Hârtopul Mare, Lacul de la Întorsuri etc.

## Clima
Clima este temperat continentală moderată. Verile sunt răcoroase și umede, iar iernile relativ blânde. Temperaturile medii anuale oscilează în jurul valorii de 4,5 °C. Precipitațiile anuale depășesc 1000 mm. Dintre fenomenele atmosferice deosebite pot fi menționate brumele, grindina și ceața, precum și înghețurile timpurii sau cele târzii, care pot afecta negativ culturile agricole.

## Solurile și vegetația
Solurile sunt specifice domeniului forestier (montane brune de pădure și brune de pădure), dar pe anumite suprafețe se întâlnesc și de tipul rendzinelor, de slabă productivitate, care necesită lucrări agrozootehnice pentru îmbunătățirea calității.
Vegetația naturală este reprezentată de întinse păduri de foioase (fag, gorun, carpen, mesteacăn etc.), conifere (molid, brad, pin), arbuști (alun, păducel, corn, porumbar), zmeurișuri, murării, alături de numeroase specii de ierboase, care alcătuiesc bogatele fânețe și pășuni existente pe întreg arealul satului. De menționat este prezența unor plante rare, ocrotite de lege, precum bulbucii de munte (trollius europaeus) etc.

## Istoric
Satul Damiș a fost atestat documentar pentru prima dată în anul 1264, sub denumirea Damusuemezew. La 1587-1589 este menționat ca Damos, la 1622 Damos Lok, la 1828 și 1851 ca Dámos, iar la 1913 ca Erdödámos. Alături de numeroase alte sate din zonă, la 1610 făcea parte din domeniul Șinteului. Între 1620 și 1637, domeniul s-a aflat sub stăpânirea lui Gavrilaș Movilă, apoi a domnitorilor Constantin Șerban și Gheorghe Ștefan (până la 1660, când cetatea, împreună cu toată zona Bihorului, a fost transformată în pașalâc turcesc). În conscrierea din anul 1719, figurează ca localitate nou populată, care aparține contelui George Banffy.

## Satul înal doilea război mondial
În august 1940, în urma odiosului Dictat de la Viena, trupul satului este amputat în două, granița arbitrar trasată răpind aproape jumătate din suprafața sa. Stǎpânitorii vremelnici au comis o serie de atrocități atât împotriva locuitorilor satului (care au culminat cu uciderea a 11 localnici: Novac Ioan - 80 ani, Ungur Ecaterina - 57 ani, Balaj Ioan - 75 ani, Ungur Teodor - 25 ani, Ciucur Gafia - 75 ani, Bila Floare - 67 ani, Bila Nicolae - 60 ani, Balaj Maria - 3 ani, împușcată în brațele tatălui ei, Balaj Ana - 7 ani, Bila Barbura, Capriș Petru - 75 ani, precum și a soldatului Tănase Ion din Lunca Vașcăului), cât și a instituțiilor acestuia (profanarea bisericii). Însă luptele eroice purtate de glorioșii soldați români, detașamentele de vânători și grăniceri din cadrul Diviziei 3 Munte, condusă de generalul Leonard Mociulschi, cărora li s-au alăturat o serie de localnici, au readus satul, în întregime, în granițele firești ale patriei-mamă (septembrie 1944).

## Istoria postbelică
După eliberare și până în anul 1968, Damiș a fost centrul comunei cu același nume (aparținând Raionului Aleșd, Regiunea Crisana), iar după reorganizarea administrativ-teritorială din 1968, devine sat component al comunei Bratca, județul Bihor.

## Populația
Populația satului Damiș a cunoscut o evoluție oscilatorie în decursul timpului, ajungând de la 454 locuitori (la recensământul maghiar din anul 1869) la 680 în 2002.
Alte valori înregistrate:
- 658 (1880),
- 982 (1900),
- 1207 (1910),
- 1208 (1930),
- 1281 (1948),
- 1338 (1966),
- 1156 (1977),
- 680 (1992).

La ultimul recensământ (2002), populația română a fost majoritară (678 locuitori, 2 declarându-se de naționalitate maghiară).
În ceea ce privește religia, 566 de locuitori s-au declarat ortodocși, iar restul (114) adepți ai cultului penticostal.

## Domeniile de activitate
Ocupația principală a locuitorilor este agricultura, cu accent pe creșterea animalelor (bovine, ovine, porcine, păsări) și cultivarea, pe areale restrânse, a unor cereale (ovăz, orz, secară, grâu), cartofi, legume etc. Pomicultura, în special cultura prunului, este influențată în mare măsura de condițiile climatice extreme (apariția primului sau ultimului îngheț, grindină etc.). Până la sfârșitul anilor ’90, o mare parte din forța de muncă masculină era angajată în sectorul minier (mina de argilă refractară de la Bălnaca-Groși) sau în exploatările forestiere, activități care au încetat (mineritul) ori s-au diminuat în amploare (forestier).

## Dotări sociale
Până la începutul anului 1990 satul Damiș dispunea de patru școli (una generală, cu clasele I-VIII, și trei școli primare, cu clasele I-IV, în cătunele Poiana, Ruget și Coaste), o grădiniță de copii, un cămin cultural, un dispensar medical și mai multe unități mixte, magazine tip ABC. Astăzi funcțională mai este doar școala din centrul satului, celelalte trei școli primare fiind închise. De asemenea, există o biserică ortodoxă și una penticostală, ultima aflată într-un nou lăcaș, construit între anii 1988 și 1990.

## Accesul în localitate
Accesul în localitate se poate face prin intermediul căilor ferate (magistrala București-Oradea, cu coborâre în stația Bratca) sau rutiere (drumul european E 60, până la Borod, de unde se ramifică drumul județean 764 D spre Bratca-Damiș și apoi se continuă către Roșia-Dobrești-Beiuș). Distanța Bratca-Damiș este de 12 km, drumul fiind asfaltat in cursul anilor 2007-2008. Acest lucru se datoreaza Asociației „Munții Pădurea Craiului" (organizată la nivelul primăriilor comunelor Bratca, Borod, Șuncuiuș, Roșia, Bulz, Căbești și Remetea) care, dupa infiintare, și-a propus, ca primă măsură, obținerea de fonduri financiare în vederea asfaltării tronsonului Bratca-Roșia.

## Obiective turistice
Satul Damiș dispune de un variat și bogat potențial turistic, care include numeroase obiective, atât naturale, cât și antropice.  
Din rândul obiectivelor turistice antropice amintim: 
- monumentul eroilor neamului, ridicat în anul 1996, în amintirea celor 12 victime din al doilea război mondial;
- biserica ortodoxă, monument istoric din piatră, ridicat la 1878, pe locul unei foste biserici din lemn;
- mormântul eroului Tănase Ion;
- ocupațiile tradiționale;

- obiceiurile tradiționale (de nuntă și botez, de Paște, de Crăciun și Anul Nou);
- vechile construcții din lemn (de menționat că, până nu demult, pe valea Brătcuței au funcționat și două vechi mori de apă, demolate în prezent);
- pescăria;
- etc.

Obiectivele turistice naturale sunt mult mai numeroase, pe lângă frumusețea deosebită a locurilor, a punctelor de belvedere, a pădurilor de foioase și conifere, a poienilor înflorite, a pâraielor zglobii, putând întâlni o serie de peșteri (Acre, Chivadarului, Întorsuri, Ponoraș, Toaia, Peștera din Dealul Berii etc.), avene (Poșiștăul din Glimeia Mică, Groapa Sturzului, Poșiștăul lui Toderea Haiului, Poșiștăul Ministerului, Poșiștăul lui Pașcalău, Poșiștăul din Piciorul Gol etc.), ponoare (Toaia, Munău, Întorsuri, Peșteruță, Acre, Ponoraș), izbucuri (Dămișenilor, pe valea Brătcuței) ș.a.
De asemenea, având în vedere distanța relativă redusă, din Damiș se poate ajunge ușor în orașele Oradea, Aleșd, Beiuș (la tradiționalul târg de joia), la peșterile Farcu, Meziad, Urșilor de la Chișcău, Vântului, Ungurului, Moanei, Lesiana sau cea de la Vadu Crișului, ultimele cinci situate în fermecătorul defileu al Crișului Repede, în stațiunile Băile Felix, Băile 1 Mai sau Stâna de Vale ori la complexul hotelier de la Remeți (Pensiunea Carpathia).
În Damiș este amenajată o pensiune agroturistică (Pensiunea „Dolina”), cu 16 locuri, dar cazarea se poate face și la localnici. Pe Valea Brătcuței și Valea Runcșorului au început să apară, în ultimii ani, o serie de construcții cu destinație turistică. De subliniat că satul dispune de numeroase locuri pretabile a fi utilizate atât în scop turistic, cât și pentru diferite activități sportive (ciclism montan, sporturi de iarnă, parapantă, speoturism etc.) sau de petrecere a timpului liber. La aceste facilități se adaugă accesul la telefonia mobilă, cablu tv, faptul că satul nu este afectat de nici o sursă de poluare, dar și asfaltarea drumului care asigură o legătură facilă cu cele două centre de comune învecinate (Bratca și Roșia).
Având în vedere potențialul turistic de care dispune, satul Damiș poate fi inclus în câteva trasee turistice (vezi Depresiunea Damiș).

## Imagini

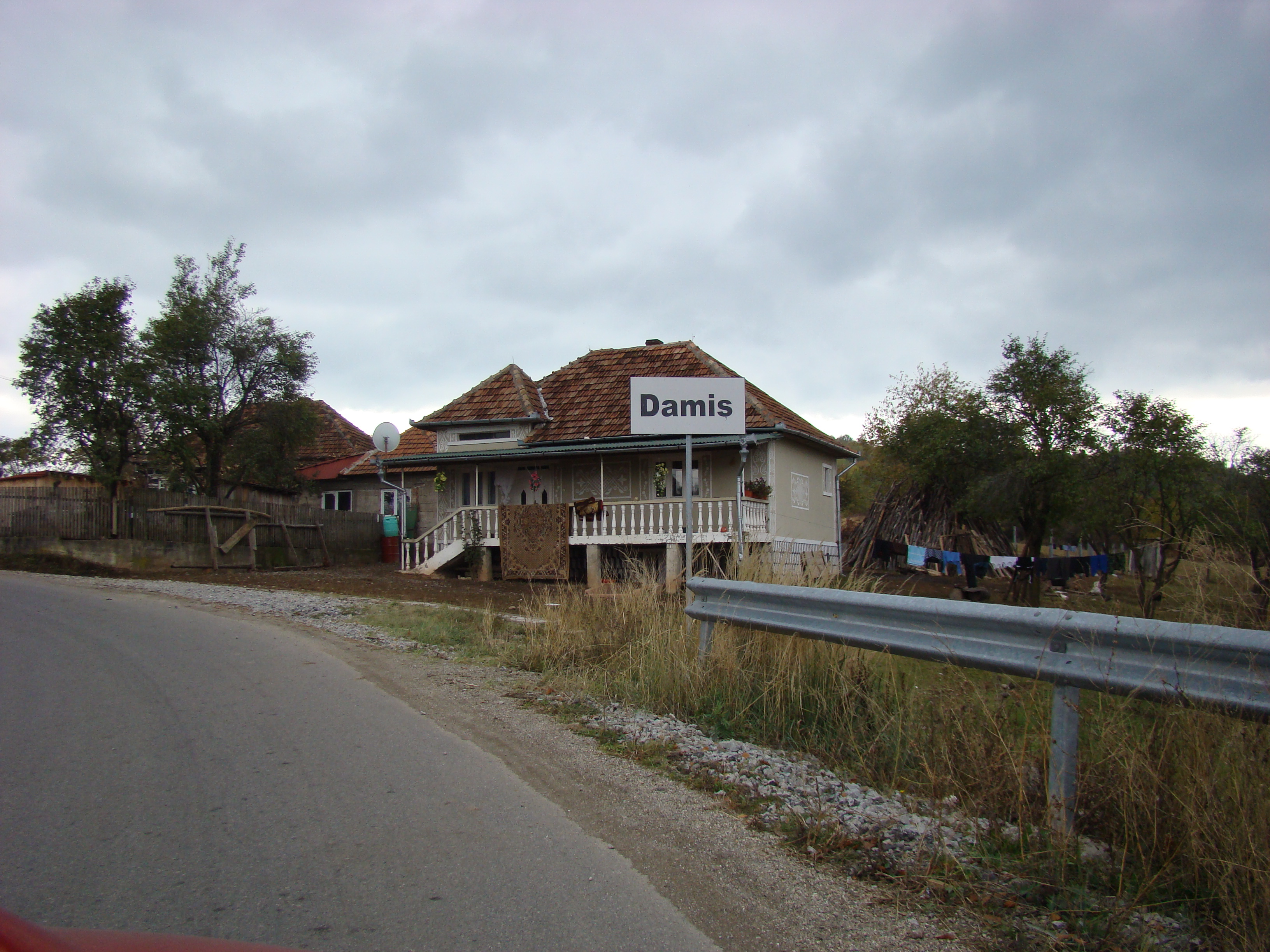
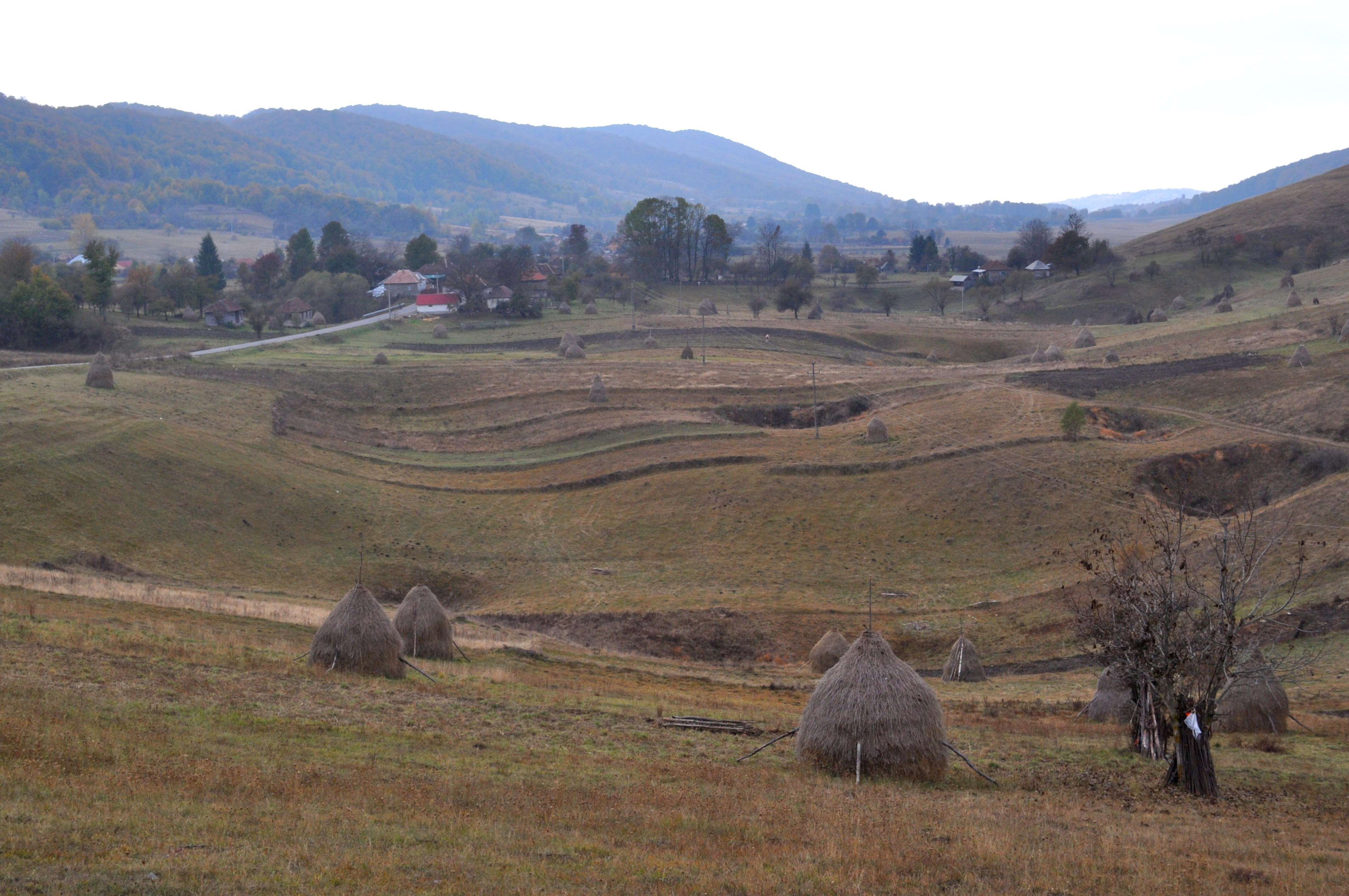
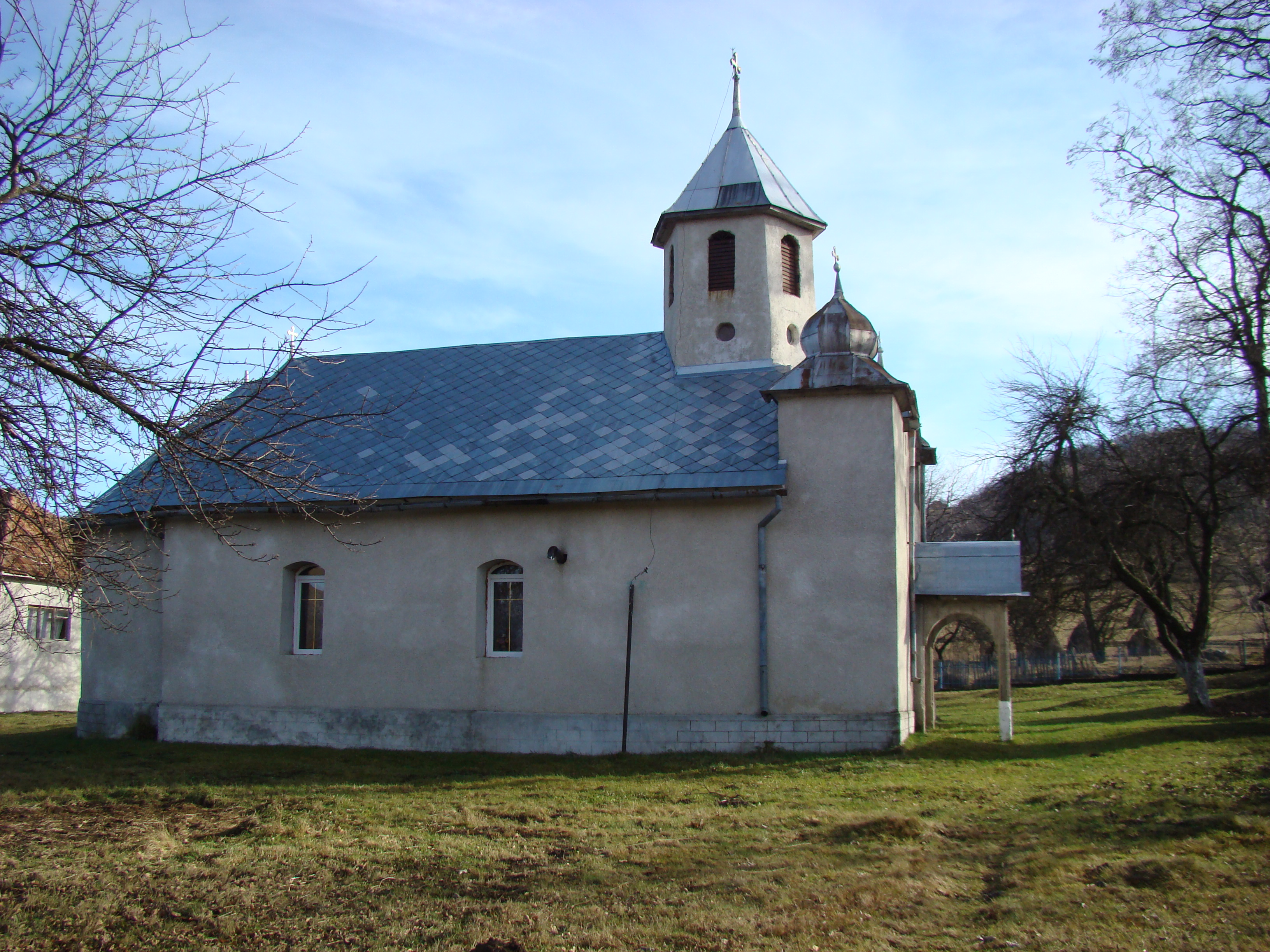
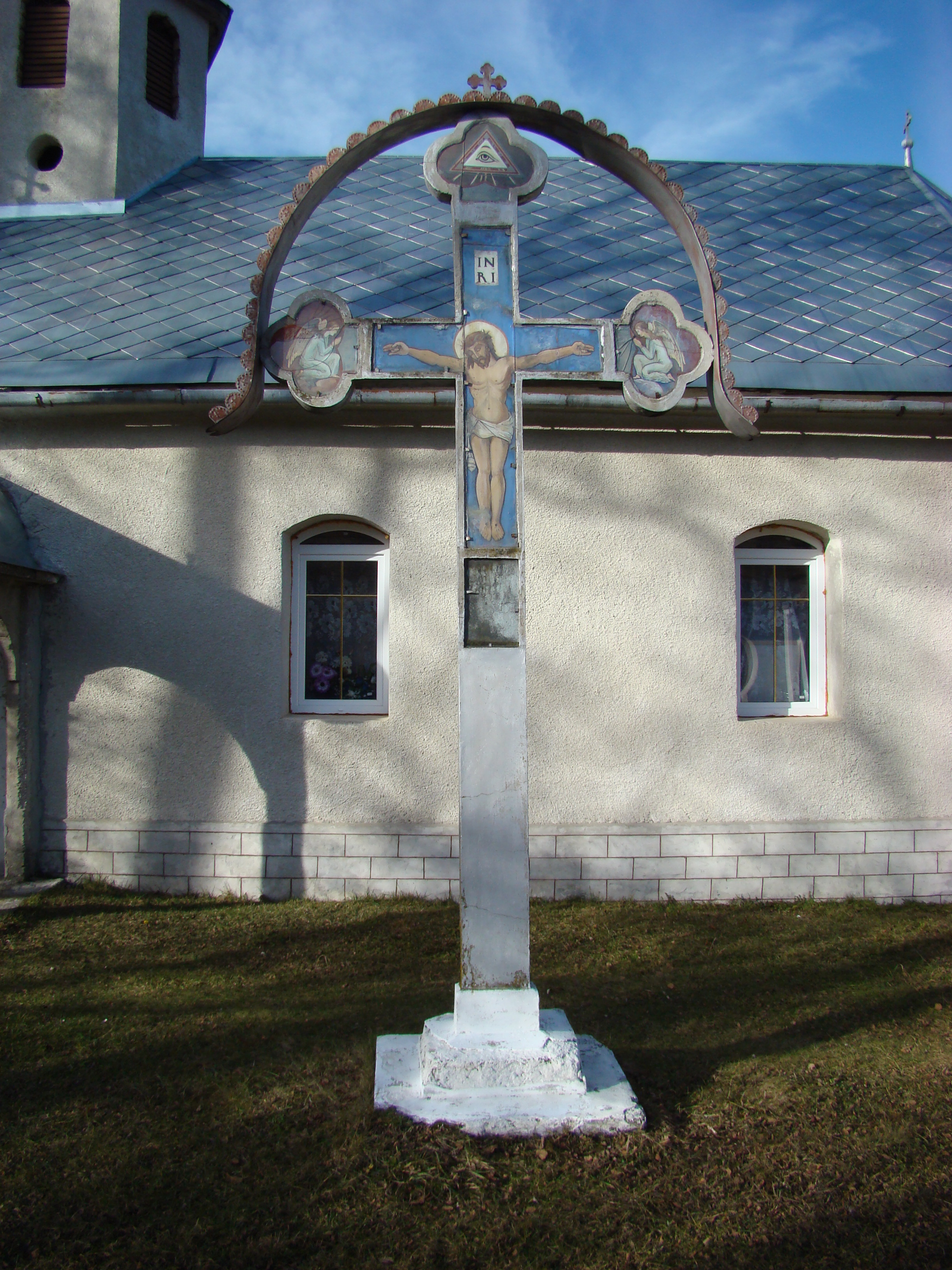
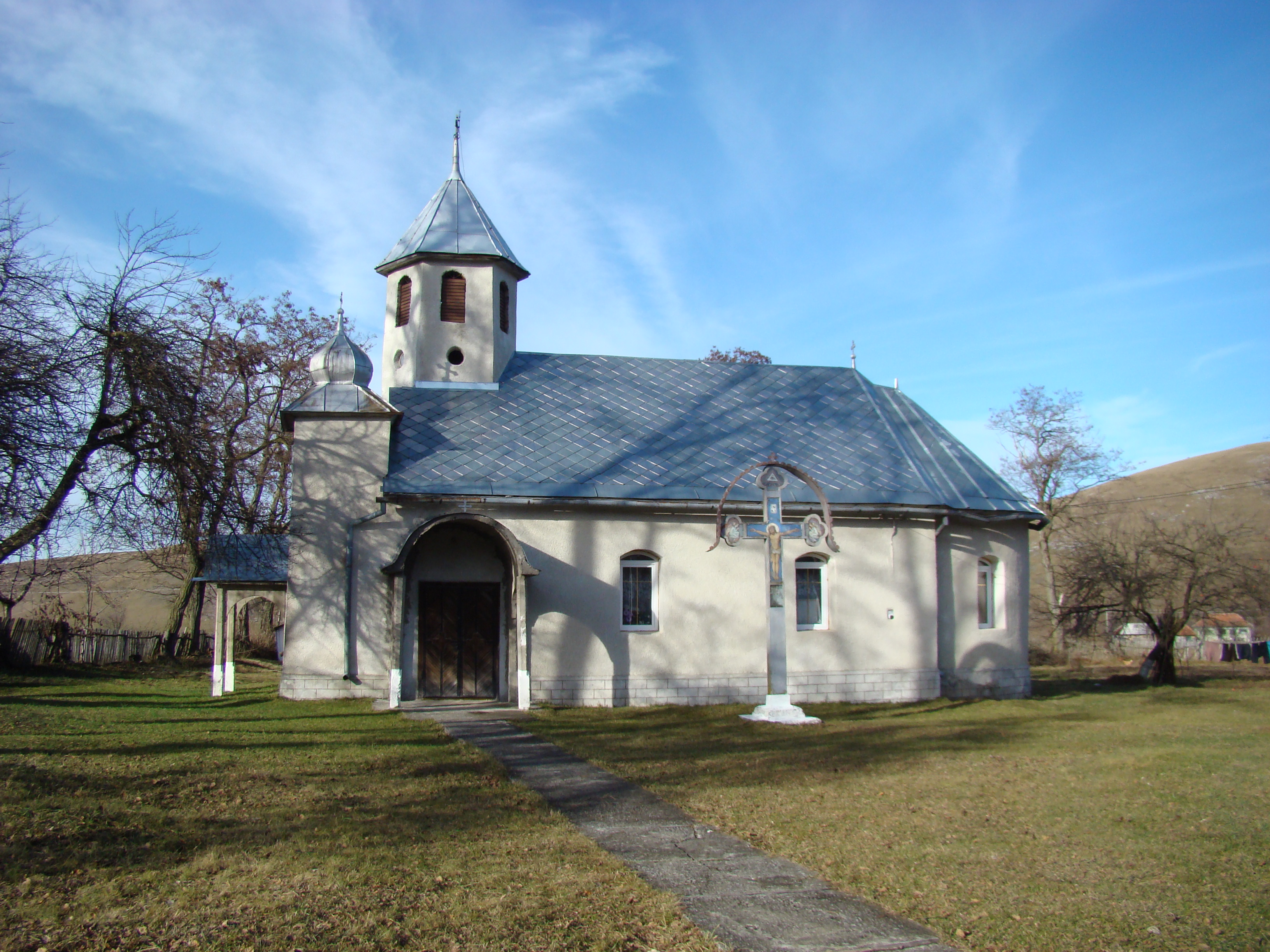
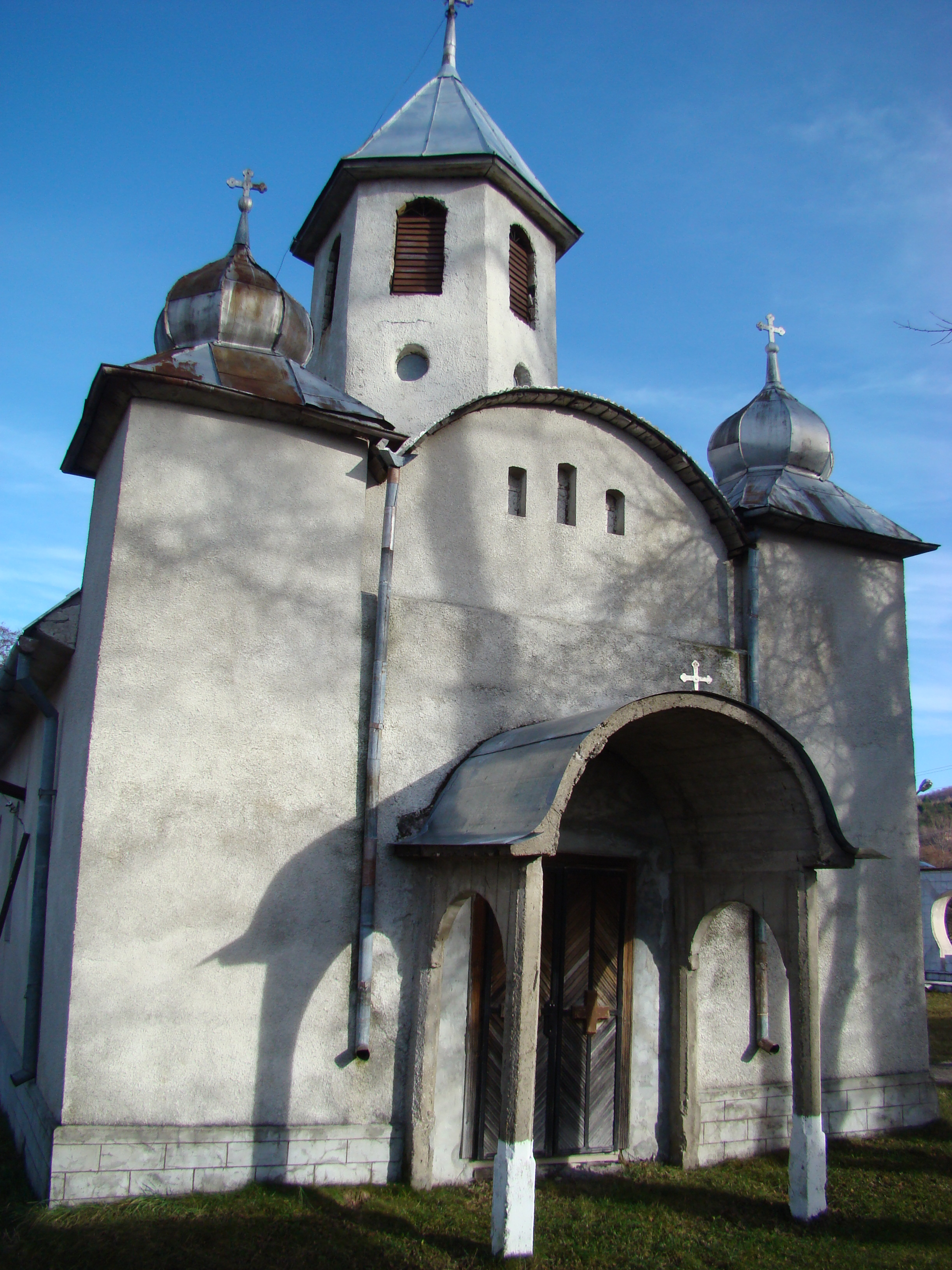
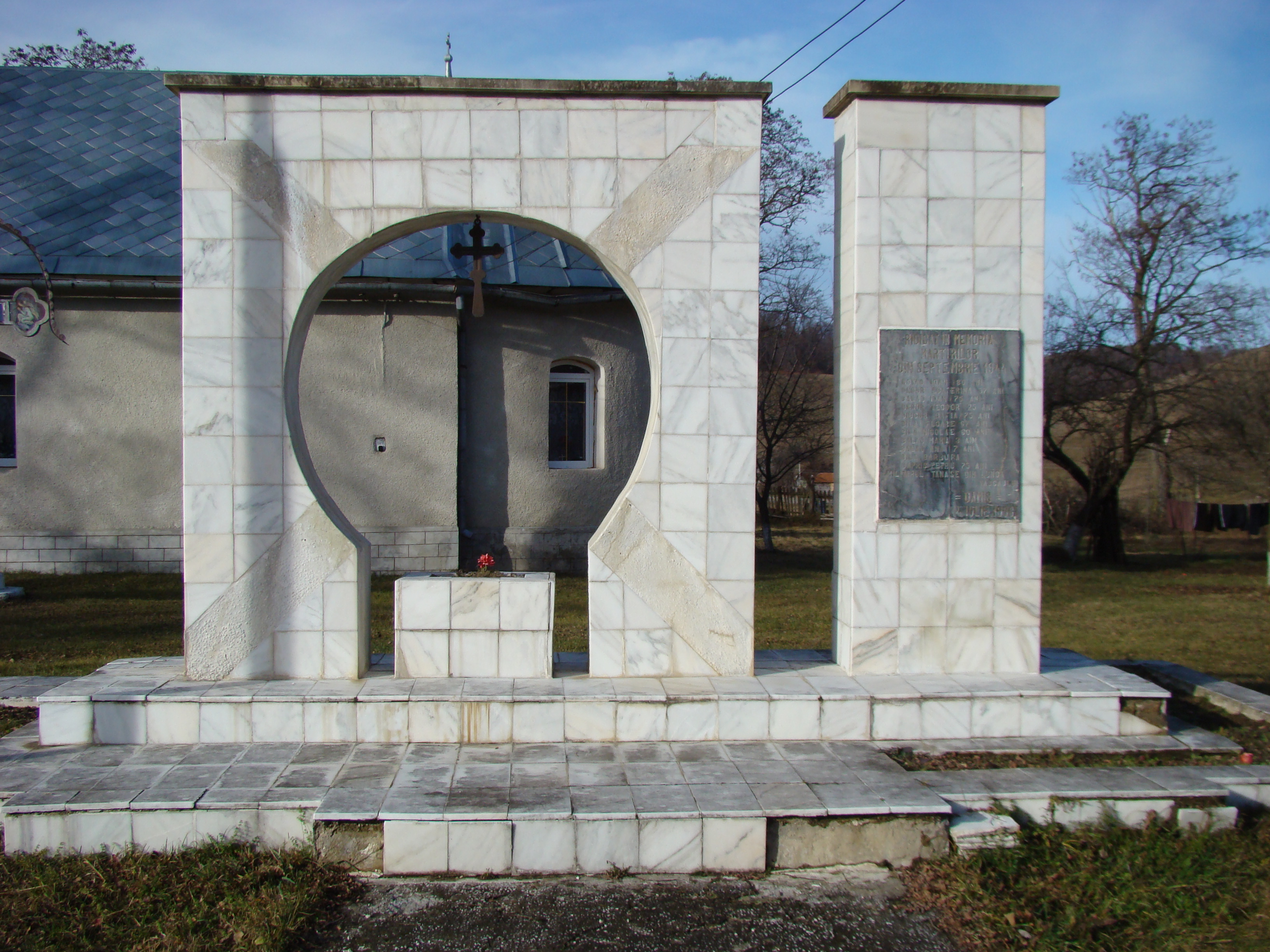